# Der Ring des schwedischen Reiters
Der Ring des schwedischen Reiters (trad. lett. L'anello del cavaliere svedese) è un cortometraggio muto del 1914 diretto da Stellan Rye.

## Produzione
Il film fu prodotto dalla Deutsche Bioscop GmbH (Berlin) e venne girato nei Bioscop-Atelier di Neubabelsberg, a Potsdam.

## Distribuzione
Uscì nelle sale cinematografiche tedesche presentato a Berlino nel maggio 1914.
Non si conoscono copie ancora esistenti della pellicola e il film viene considerato presumibilmente perduto.